# Brevísima historia del tiempo
Brevísima historia del tiempo (en su inglés original: A Briefer History of Time) es un libro de divulgación científica publicado en 2005 por el escritor británico Stephen Hawking en colaboración con Leonard Mlodinow.
El libro trata de explicar de la manera más sencilla posible la Historia del Universo, motivo por el cual se le conoció a Stephen Hawking como "el historiador del tiempo" o "el historiador del universo". La idea surge gracias a que su anterior libro Breve historia del tiempo: del Big Bang a los agujeros negros (A Brief History of Time: From the Big Bang to Black Holes) resultaba difícil de comprender para algunos lectores; en términos generales, el libro es un resumen simplificado del anterior bestseller.
1. Agujeros negros
2. Los agujeros negros no son tan negros
3. El origen y destino del Universo
4. La flecha del tiempo
5. Agujeros de gusano y viajes en el tiempo
6. La unificación de la Física
7. Conclusión